# Congo, un médecin pour sauver les femmes
Pour plus de détails, voir Fiche technique et Distribution.
Congo, un médecin pour sauver les femmes est un film documentaire franco-sénégalais produit par Roches Noires Productions et réalisé par Angèle Diabang, sorti en 2014.
L'action du docteur Denis Mukwege, gynécologue et militant des droits de l'homme congolais, lauréat du Prix Sakharov 2014, qui procède à des opérations de chirurgie réparatrice sur des femmes violées, à l'hôpital de Panzi à Bukavu, en République démocratique du Congo, est l'objet d'un autre film, L'Homme qui répare les femmes : La Colère d'Hippocrate, documentaire belge réalisé par Thierry Michel et Colette Braeckman, dont la sortie est annoncée au printemps 2015.

## Thèmes abordés
- le viol et les mutilations sexuelles utilisés à grande échelle comme arme de guerre, les conséquences médicales, psychologiques et sociales de ces actes, leur traitement, le rôle du docteur Denis Mukwege.

## Fiche technique
- Titre :  Congo, un médecin pour sauver les femmes
- Réalisation : Angèle Diabang
- Pays de tournage : République démocratique du Congo
- Pays de production : France - Roches Noires Productions. Coproducteur Sénégal - Karoninka
- Genre : documentaire
- Langue : français
- Durée : 52 minutes[3]
- Format : vidéo
- Distribution :
- Soutiens : Fonds francophone de production audiovisuelle du Sud (OIF / CIRTEF), Région Basse-Normandie et Maison de l'Image de Basse-Normandie ; Centre National du Cinéma et de l'Image Animée et France Télévisions

Diffusion : France 5 en novembre 2014, décembre 2014 et janvier 2015 sur Arte, France Ô, Canal Horizons, SBS Australie
- Distinctions : nommé aux Lauriers de la Radio et de la Télévision 2014[7].